# Inside the Beltway

Autobahnring Interstate 495 (rote Linie) um die US-Bundeshauptstadt Washington.

Inside the Beltway bezeichnet das politische Establishment in der US-Bundeshauptstadt Washington, D.C.

## Bedeutung
Die oft abschätzig gebrauchte Redewendung „Inside the Beltway“ (innerhalb des Autobahnrings) bezeichnet den inneren Zirkel der Macht in der US-Bundeshauptstadt Washington und die Politiker, Berater, Lobbyisten und Medienvertreter, die im Umfeld des Washingtoner Politikbetriebs tätig sind. Die Redewendung spiegelt die weit verbreitete Meinung wider, dass der Horizont des politischen Washingtoner Establishments häufig an der Stadtgrenze endet, und dass die dazugehörenden Personen keine Ahnung haben von dem wirklichen Leben der amerikanischen Bürger und ihren Sorgen und Nöten.
In der umweltpolitischen Studie The Risk Professionals lieferten die Autoren 1988 auch eine Definition der Redewendung „Inside the Beltway“:
„Die meisten Amerikaner halten die Washingtoner für eine seltsame und eigenartige Rasse, die sie mit einer Mischung aus Verachtung und Ehrfurcht betrachten. Einerseits halten sie die Washingtoner für machtgierig, selbstgefällig und dem normalen Leben entrückt. Andererseits … glauben wir in unserem Nationalstolz, dass wir nur unsere besten Töchter und Söhne nach Washington entsenden. Die Mischung aus Verachtung und Ehrfurcht ändert sich mit der Zeit und je nach Person, aber die Ansicht, dass Politiker sich grundlegend unterscheiden vom Rest der Nation, ist weit verbreitet und hält sich hartnäckig. Dazu kommt meist das Gefühl, dass die Politiker inside the beltway sich von dem normalen Volk noch weit mehr unterscheiden, und dass sie – als die Washingtoner Elite – sich ebenso untereinander gleichen wie sie sich von normalen Amerikanern unterscheiden.“
Andere Schreibweisen: inside the beltway, inside the Beltway, inside-the-beltway.

## Wortherkunft
Die Redewendung „Inside the Beltway“ geht zurück auf den Namen eines Autobahnrings (rote Linie im Titelbild), der seit den 1960er Jahren die US-Bundeshauptstadt Washington umschließt und durch die Bundesstaaten Virginia (grün) und Maryland (violett) verläuft. Wie einige andere Straßen an der Nord-Süd-Autobahn Interstate 95 trägt der Autobahnring die offizielle Bezeichnung Interstate 495 und wird auch als Capital Beltway (Hauptstadt-Autobahnring) oder einfach nur als Beltway bezeichnet.
Nach Fertigstellung des Beltways 1964 scheint die Redewendung spätestens in den 1980er Jahren aufgekommen zu sein. In der umweltpolitischen Studie The Risk Professionals aus dem Jahr 1988 sprechen die Autoren von „those ‚inside the beltway’ “ (die ‚innerhalb des Beltways’), siehe auch Bedeutung.

## Beispiele
- Bernie Sanders, ein Politiker aus dem Bundesstaat Vermont, wurde 1990 als Außenseiter ohne Parteizugehörigkeit in das Repräsentantenhaus und 2007 in den Senat gewählt. 2016 errang er große Erfolge bei den Vorwahlen der Demokraten zu den US-Präsidentschaftswahlen, konnte sich aber nicht gegenüber Hillary Clinton durchsetzen.

In zwei Büchern, in denen er seine politischen Erfahrungen in seinem kleinen Bundesstaat und auf der Washingtoner Bühne beschreibt, beklagt sich Bernie Sanders über „the stale inside-the-beltway ideas“, „the Inside the Beltway leadership“ und „the Inside the Beltway pundits“ (die abgeschmackten Ideen, die Führungsriege und die Experten des Washingtoner Establishments).
- In der Talkshow „Hardball with Chris Matthews“ antwortete Bernie Sanders 2016 dem Moderator:

„Chris, you and I look at the world differently, you look at it inside the beltway, I’m not an inside the Beltway about that I am an outside the Beltway guy.“ (Chris, Sie und ich sehen die Welt aus verschiedenen Augen. Sie betrachten sie aus dem Beltway heraus, aber mein Platz ist nicht im Inneren des Beltway, ich bin ein Beltway-Außenseiter.)
- Die Ablehnung des politischen Establishments innerhalb des Beltway wird auch von Donald Trump und seinen Anhängern gepflegt. Neben dem Washingtoner "Sumpf" und dem angeblichen "Deep State" wird schlicht "der Beltway" als Nest des Widerstandes gegen Trump identifiziert. In einer Formulierung von Miranda Devine in der New York Post:

„The Beltway Brahmin class of bureaucrats ...“ (Die Beltway Brahmanen Klasse der Bürokraten ...)
- In einer Studie über das Verhalten der Regierungsbeamten in Washington heißt es:

„Official Washington … lives in its own inside-the-Beltway bubble, where Washingtonians converse with one another and rarely interact on an intellectual plane with Americans at large.“ (Das offizielle Washington lebt in seiner eigenen Blase innerhalb des Beltways. Die Washingtoner bleiben unter sich und suchen nur selten die intellektuelle Kommunikation mit den übrigen Amerikanern.)
- Das Online-Wörterbuch „Urban Dictionary“ zitiert den folgenden Satz:

„These inside the beltway fatcats have lost touch with the values of the average american family!“ (Diese Washingtoner Bonzen haben jedes Gefühl für die Werte einer amerikanischen Durchschnittsfamilie verloren!)